# Liste der Monuments historiques in Saint-Loubert
Die Liste der Monuments historiques in Saint-Loubert führt die Monuments historiques in der französischen Gemeinde Saint-Loubert auf.

## Liste der Objekte
| Bezeichnung                    | Beschreibung                                | Standort                        | Kennzeichnung | Schutzstatus | Datum | Bild |
| ------------------------------ | ------------------------------------------- | ------------------------------- | ------------- | ------------ | ----- | ---- |
| Ölgemälde Madonna mit Kind     | 17. Jahrhundert                             | in der Kirche St-Loubert (Lage) | PM33002087    | Inscrit      | 2012  |      |
| Skulptur Madonna mit Kind      | Holz, bemalt und vergoldet, 19. Jahrhundert | in der Kirche St-Loubert (Lage) | PM33002089    | Inscrit      | 2012  |      |
| Ölgemälde Erzengel Michael (?) | 19. Jahrhundert                             | in der Kirche St-Loubert (Lage) | PM33002088    | Inscrit      | 2012  |      |